# Bianchetti

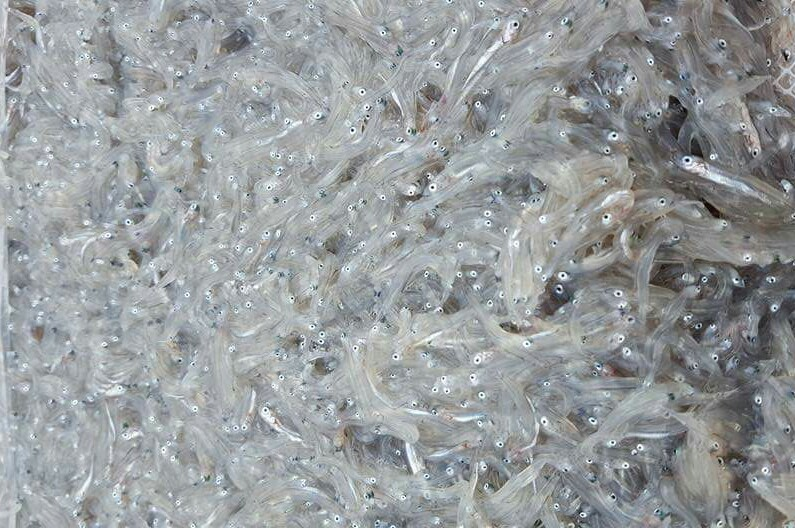
Il novellame del pesce azzurro.

Bianchetti è il nome commerciale attribuito al novellame del pesce azzurro (ma non solo), pescato nel Mar Mediterraneo (in particolare sardine e acciughe), mentre più rare sono quelle del cicerello e di altre specie come il pagello (rosastra).
Gli adulti della specie Aphia minuta, spesso venduti in luogo dei bianchetti, hanno il nome commerciale di rossetti.

## Pesca
Tale tipo di pesce viene pescato con speciali reti, chiamate nel gergo ligure sciabegottu (simili alla rete a sciabica, ma con dimensioni più piccole), nei primi mesi dell'anno.

## Legislazione italiana
In Italia la pesca commerciale è stata regolamentata da appositi decreti ministeriali, in particolare il D.M. del 1º dicembre 1989 e il successivo D.M. del 3 ottobre 1994, i quali hanno permesso una sola raccolta annuale dal 1º dicembre al 30 aprile per un periodo non superiore ai due mesi consecutivi. La pesca in ambito professionale è stata invece permessa, anch'essa annualmente, in un periodo tra il 15 gennaio e il 15 marzo.

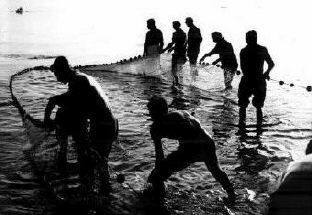
La pesca alla sciabica.

Dall'entrata in vigore del Regolamento Europeo CE n. 1967/2006  relativo alle misure di gestione per lo sfruttamento sostenibile delle risorse della pesca nel Mar Mediterraneo, in base all'art. 15 (taglie minime degli organismi marini) ne è vietata la pesca, la tenuta a bordo, lo sbarco, il trasferimento, l'immagazzinamento e la vendita.
Il citato articolo 15 prevede la possibilità di una deroga per il novellame di sardine sbarcato ai fini del consumo umano, a condizione che tale novellame sia catturato esclusivamente con sciabiche da natante o da spiaggia e che le relative attività di pesca siano regolate nell'ambito di un Piano di gestione nazionale approvato dalla UE.
Successivamente tramite l'articolo 39 della Legge 28 luglio 2016, n.154 (pubblicata in Gazzetta Ufficiale – Serie Generale, n.186 del 10 agosto 2016) si dispone che la pesca, commercializzazione e somministrazione del novellame sarà punita con una sanzione amministrativa pecuniaria compresa tra 1.000 e 75.000 euro mentre, per quanto riguarda la pesca sportiva, ricreativa e subacquea, saranno più severe le sanzioni nel caso di cattura giornaliera di prodotto eccedente i 5 chilogrammi: i nuovi importi partono da un minimo di 500 fino ad arrivare a un massimo di 50.000 euro. Gli importi effettivi saranno graduati in funzione del quantitativo di pescato illecitamente catturato.
La sanzioni sono raddoppiate nel caso in cui la violazione riguardi specie ittiche come tonno rosso e pesce spada.
È altresì prevista la confisca del pescato e degli attrezzi e strumenti di pesca vietati.
L'Italia ha presentato un Piano di gestione nel 2010 che la Commissione Europea non ha approvato.

## In cucina
- Nella cucina ligure i gianchetti si consumano prevalentemente scottati nell'acqua salata e serviti caldi conditi con olio e limone; un'altra versione prevede il confezionamento di frittelle preparate con pastella di uova e farina o in frittate insaporite dal limone (piatto, quest'ultimo, particolarmente popolare nel ponente ligure); si possono anche semplicemente infarinare e friggere. Nella cucina ligure si usano anche per insaporire un altro piatto tipico ligure: la farinata.
- Nella cucina siciliana oltre agli "spaghetti con la neonata", sono molto utilizzate le frittelle di neonata, delle polpette schiacciate di novellame, con prezzemolo, uovo e/o un pizzico di farina per amalgamare, e quindi fritte in olio di oliva o di semi. Alla stessa maniera si preparano gli esemplari più piccoli del cicirello. Il novellame di acciughe viene chiamato sardella. In Sicilia il bianchetto, che è denominato anche "neonata", si consuma anche crudo, condito con olio e limone.
- Nella cucina calabrese prendono il nome di nunnata. Nelle province di Cosenza e Crotone è diffusa la produzione della sardella, una salsa a base di bianchetti, peperoncino fresco e, talora, sale e semi di finocchio.
- Nella cucina campana prendono il nome di cicinielli  e si consumano fritti in pastella.
- Nella cucina anconetana prendono il nome di paranzola.
- Nella cucina maceratese prendono il nome di lattarina.
- Nella cucina brindisina prendono il nome di Schuma ti mari (Letteralmente schiuma di mare, come anche nella cucina lucana e in quella barese).
- Nella cucina tarantina prendono il nome di Faloppa, e si utilizzavano con le uova a mo' di frittata.
- Nella cucina crotonese prendono il nome di Bianchetto. Pestati e macerati con peperoncino e altre spezie vengono chiamati comunemente sardella.
- Nella cucina reggina prendono il nome di “Neonata”, “ ‘Nnannata” o Biancomangiari, e si utilizzano per realizzare delle frittelle (Frittelli ‘i ‘Nnannata)
- Nella cucina di Ajaccio, in Corsica, si fanno con i bianchetti una specie di bignè salati. La preparazione viene fatta con i bianchetti, uova sbattute, aglio e prezzemolo, un po’ di farina; il tutto è cotto nell’olio bollente.
- Nella cucina romagnola prendono il nome di pescini del gatto[4] o uomini nudi, e si fanno fritti in pastella.
- Nella cucina giapponese si chiamano shirasu e sono una specialità della zona di Shōnan, a sud di Tokyo. Vengono serviti crudi su una ciotola di riso, conditi con salsa di soia e wasabi. Essendo molto delicati, i bianchetti destinati alla grande distribuzione vengono preventivamente cotti in acqua salata. In questo caso si parla di Kamaage Shirasu.